# Joseph Lockwood
Joseph Lockwood (Southwell, 14 novembre 1904 – Buckinghamshire, 6 marzo 1991) è stato un imprenditore e produttore discografico britannico.
Presidente di EMI dal 1954 al 1974, fu tra i principali fautori dell'espansione dell'azienda nel settore della discografia, mettendo sotto contratto artisti come The Beatles. Venne nominato Knight Bachelor nel 1960.

## Biografia

### Formazione e industria molitoria
Nato a Southwell, nel Nottinghamshire, Joseph Lockwood è il secondogenito di Joseph Agnew, proprietario di un mulino di grano, e di sua moglie Mabel (nata Caudwell); per via paternia, era lontano cugino dell'attrice Margaret Lockwood e del politico Frank Lockwood, il cui antenato comune era Joseph Lockwood (circa 1758 - 1837), ex sindaco di Doncaster, nello Yorkshire. Lockwood frequentò le scuole di Southwell, Lincoln e Newark-on-Trent, ma abbandonò gli studi all'età di 16 anni senza qualifiche, descrivendo in seguito la sua istruzione come "poco più che rudimentale".
Cominciò a lavorare per il mulino di famiglia, prima di recarsi in Cile all'età di 19 anni, diventando direttore di un mulino a Santiago, poi trasferirsi a Concepción. Ritornò in Inghilterra attorno al 1928 e iniziò a lavorare per Ernest Simon nell'azienda di famiglia di costruttori di mulini, la Harry Simon, che divenne poi in seguito la Simon Carves. Nonostante la mancanza di qualifiche ingegneristiche, ha supervisionato con successo la ricostruzione di un mulino in Belgio e avanzò di carriera quando venne nominato membro del consiglio di amministrazione intorno al 1934. Con il suo entusiasmo per la ricerca e lo sviluppo di nuove tecniche e macchinari, l'azienda si espanse sotto la sua direzione, diventando il più grande produttore al mondo di mulini. Scrisse poi nel 1945 un libro sulla tecnologia dei mulini, Flour Milling, studiando e scrivendo anche sul tema dell'alimentazione animale pellettizzata e della sua fabbricazione.
All'inizio della seconda guerra mondiale, lavorò per proteggere le zone dell'Inghilterra nord-occidentale dai bombardamenti e divenne membro di un gruppo, inviato in Europa continentale, che si occupava di inviare forniture alimentari. Verso la fine della guerra, lavorando con la Supreme Headquarters Allied Expeditionary Force, seguì le truppe in avanzamento, occupandosi dello stoccaggio e della produzione di grano, farina e altri prodotti alimentari riservati alle aree dell'Europa che stavano venendo man mano liberate; era a Luneburgo quando Heinrich Himmler si suicidò e a Berlino poco dopo la morte di Hitler. Tornato in patria, divenne presidente della Henry Simon Ltd. nel 1950 e direttore della National Research Development Corporation nel 1951.

### Industria discografica
All'inizio del 1954 venne avvicinato da Sir Edward de Stein, che gli chiese di entrare a far parte del consiglio di amministrazione della Electric and Musical Industries, abbreviata come EMI; divenne presidente di questa compagnia nel corso di quell'anno, all'età di 50 anni. All'epoca, l'azienda subiva perdite per circa 0,5 milioni di sterline l'anno ed era sull'orlo della bancarotta. Ha fermato la crisi aziendale concentrandosi da un lato sulla produzione di grammofoni e radio, grazie ad una partnership con la Thorn Electrical Industries, dall'altra su uno sviluppo nell'industria discografica, acquistando la Capitol Records alla fine degli anni 1950 e affidando a George Martin la gestione dell'etichetta Parlophone. Già nel 1960, i profitti annuali della EMI furono di circa 5 milioni di sterline; in quello stesso anno, durante i New Year Honours, Lockwood venne nominato Knight Bachelor.
Durante la sua gestione, Lockwood si è concentrato poi nella produzione e nella distribuzione dei dischi più popolari, piuttosto che sulla musica classica, che era destinata ad un mercato di prestigio ma ridotto. Ha inoltre modificato vari accordi riguardanti il marketing e la vendita dei prodotti della EMI, ampliando la schiera di negozi che era autorizzata a vendere dischi della sua azienda, rendendo anche più rapida la distribuzione dei vari supporti audio ai venditori. Nel 1963 mise sotto contratto i The Beatles, a partire dal loro primo album, Please Please Me, divenendole anche confidente; alcuni hanno ipotizzato che questo stretto rapporto fu favorito dal fatto che sia Lockwood sia il manager dei The Beatles, Brian Epstein, fossero omosessuali ed ebrei. Il presidente di EMI fu chiamato anche a dirimere alcune controversie, insistendo ad esempio a pubblicare il singolo Penny Lane/Strawberry Fields Forever. Nel corso degli anni 1960, i The Beatles generarono gran parte dei profitti della EMI. Nel 1973, la EMI fu definita la più grande casa discografica del mondo. Lockwood fu anche fautore dell'apertura dell'azienda all'industria cinematografica britannica. Cedette la carica di presidente dell'azienda nel 1974 e morì nella sua casa nel Buckinghamshire all'età di 86 anni.